# 雪花球 (歌曲)
《Snowdome》（雪花球），為木村KAELA的個人第8張單曲，於2007年1月17日由哥倫比亞音樂發行。

## 曲目
1. Snowdome
  - 作詞：木村KAELA  作曲：BEAT CRUSADERS
  - 為本人演出的廣告JR東日本「JR SKISKI」電視廣告曲。
2. Ground Control
  - 作詞：Jez Ashurst  作曲：Jez Ashurst
  - 為本人演出的廣告日本東芝「gigabeat」電視廣告曲。
3. Snowdome （insturumental）
4. Ground Control (instureumental)

## 解説
- 初回限定盤附DVD，收錄2006年第二次巡迴演唱會中的2曲「Tree Climbers」「ROCK ON(此曲收錄於BEAT單曲)」演唱影像。
- 台灣於2007年3月13日由風雲唱片代理發行台壓(CD only版本)，其中文名稱命為「雪花球」。